# Cortina

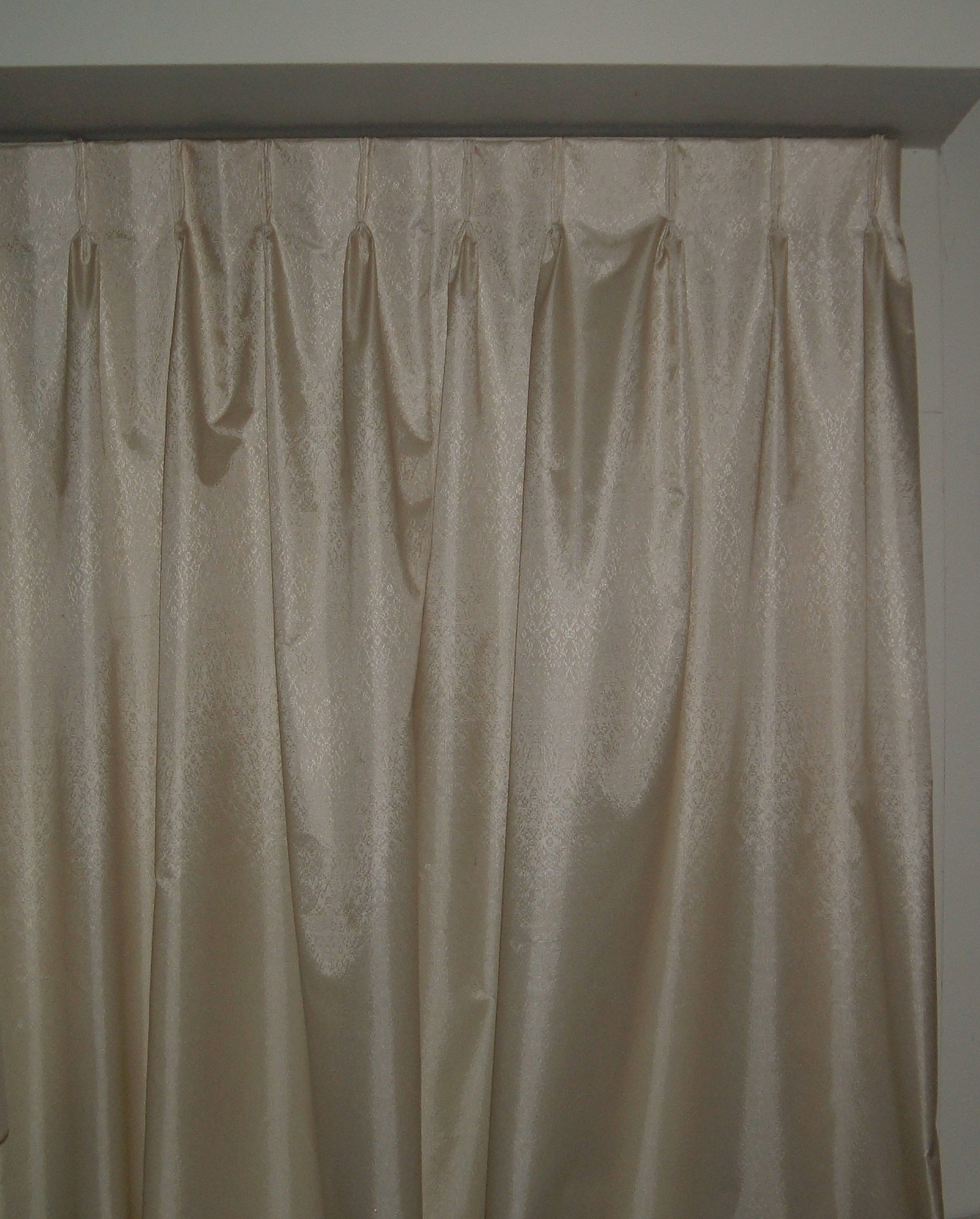
Cortina

Cortina é um tecido com que se resguardam, protegem ou adornam janelas e portas. Também é usado para bloquear ou obscurecer a luz, as correntes de ar ou, no caso de uma cortina de chuveiro, a água. No teatro, é um acessório que separa o público do palco ou usado como pano de fundo.
As cortinas são frequentemente penduradas no interior das janelas de um edifício para bloquear a passagem de luz. Por exemplo, à noite, para ajudar a dormir ou para impedir que a luz escape do lado de fora do prédio, impedindo também que as pessoas de fora possam ver o interior, muitas vezes por motivos de privacidade. Neste sentido, elas também são conhecidos como black-out. As cortinas penduradas sobre uma porta são conhecidas como portières. Cortinas vêm em uma variedade de formas, materiais, tamanhos, cores e padrões. Muitas vezes, eles têm seções próprias em lojas de departamentos, enquanto algumas lojas são totalmente dedicadas à venda de cortinas.
As cortinas variam de acordo com a capacidade de limpeza, deterioração da luz ultravioleta, retenção de óleo e poeira, absorção de ruído, resistência ao fogo e vida útil. As cortinas podem ser operadas manualmente, com cabos, botões de pressão ou computadores controlados remotamente. Eles são mantidos fora do caminho da janela por meio de amarras de cortina. Os tamanhos de cortina de medição necessários para cada janela variam muito de acordo com o tipo de cortina necessária, tamanho da janela e tipo e peso da cortina.
As cortinas são uma forma de tratamento de janela e completam a aparência geral do interior da casa. O tratamento da janela ajuda a controlar o ambiente e o fluxo de luz natural para a sala. O efeito das cortinas ou black-out é melhor visto à luz do dia e, com o posicionamento adequado da luz interna, pode parecer atraente mesmo à noite.
A cortina é um objeto de decoração muito versátil. Em geral você encontra esse material e produto para comprar em lojas de decoração ou lojas especializadas. Na internet você encontra diversas lojas e sites de cortina que comercializam grande variedade com muitas opções de marcas, modelos, tamanhos e cores.    

## História
De evidências encontradas em locais de escavação em Olynthus, Pompeii e Herculaneum, portier, uma cortina pendurada sobre uma porta, parece ter sido usada como divisórias na antiguidade clássica. Os mosaicos do século II ao IV mostram cortinas suspensas em hastes que abrangem arcos.

### Inglaterra
Na Inglaterra, as cortinas começaram a substituir as venezianas de madeira no final do século XVI. Na Inglaterra medieval, a forma mais antiga de tratamento para janelas eram painéis de couro enfiados em barras de ferro. Estes foram eventualmente substituídos por painéis de lã trançada. Durante o reinado de Elizabeth I, os tecidos renascentistas italianos ricamente decorados, incluindo brocados, veludos e damasco, começaram a ser importados. Esses tecidos ornamentados, bem como os tecidos decorados com bordados em crewel, foram usados em cortinas durante os períodos elisabetano e jacobino da Inglaterra. Persianas de madeira maciça foram usadas durante as estações frias.